# Ösztön
Az ösztön a pszichoanalízis kulcsfogalma. Az ösztön a tudatalatti késztető ereje, amely egy élőlényt valamilyen cselekvésre késztet.
Sigmund Freud az ösztönöket a mitológia titánjaihoz hasonlítja, akiket az alvilágba száműztek. A lélekben az alvilágnak metaforikusan a tudattalan / tudatalatti feleltethető meg.

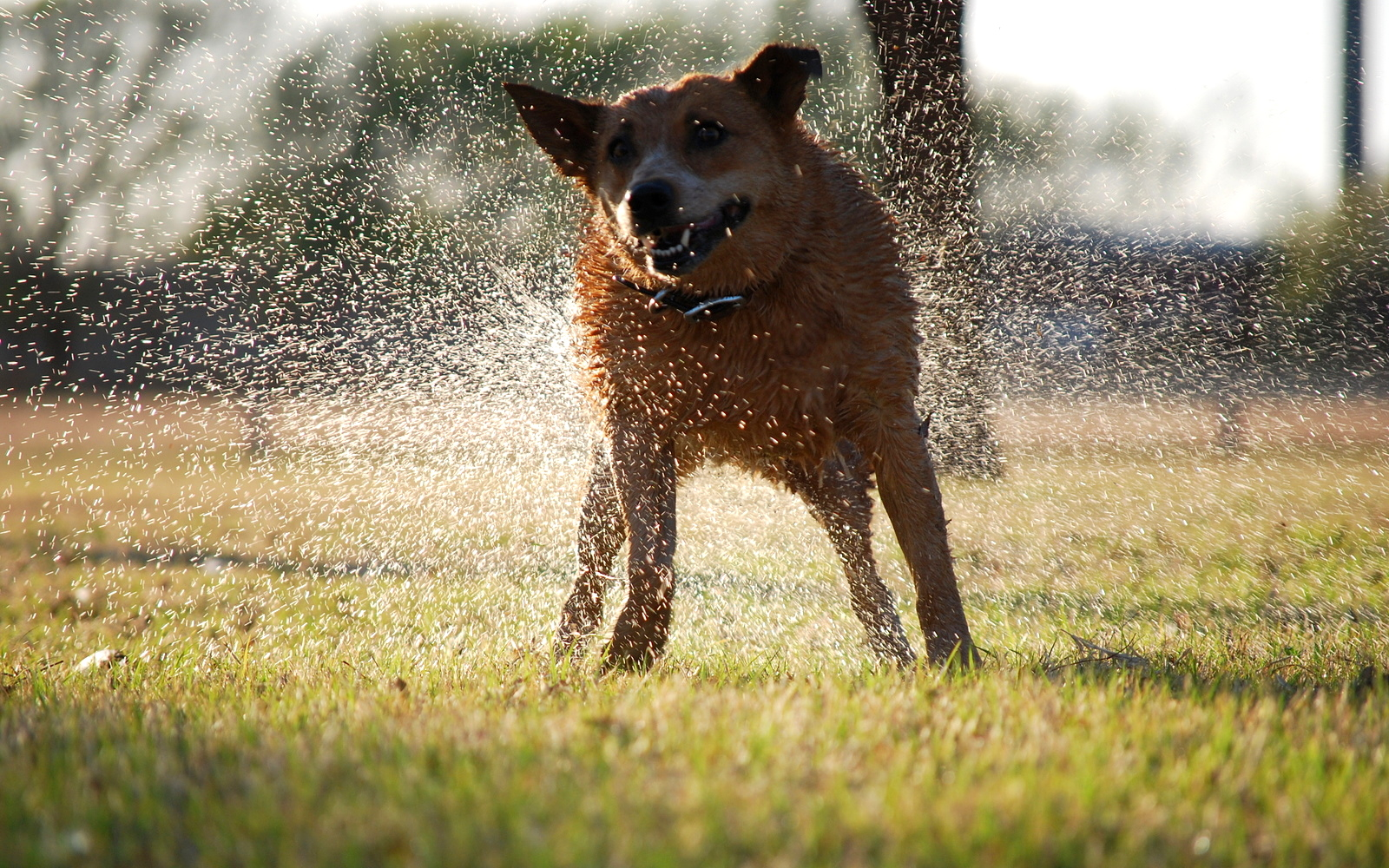
A kutya az egész testét igénybe vevő mozdulatsorral ösztönösen rázza le a bundájáról a vizet, ami egy nem tanult magatartásformája az állatnak

## Az ösztönök meghatározása, összetevőik
Freud szerint a lelket két irányból érhetik ingerek: a külvilág felől és a belső világból, ezek feszültséget keltenek a pszichikumban, ezért el kell hárítani azokat. A külső ingerek ellen a test képes védekezni a különböző izommozgásokkal. A belső ingerforrások az ösztönök, amelyek állandó erőként hatnak, folytonosan fennállnak, ezért nem lehet könnyen menekülni előlük. Az ösztön egy bizonyos izgalmi állapotból eredő pszichikus energiamennyiségként képzelhető el, ami feszültséget kelt a lelki szerkezetben. Freud elmélete szerint a feszültség kínérzettel jár a lélek számára, ami arra törekszik, hogy önmagát nyugalmi állapotba hozza. Az ösztönt tehát ki kell elégíteni, hogy energiája levezetődjék. Ez azonban nem megy egyszerűen, mivel a legtöbb ösztönkésztetés elfogadhatatlan a tudat számára, ezért elfojtja, a tudattalanba száműzi azokat. Ettől azonban az ösztönök nem szűnnek meg létezni, tudattalan kínt okoznak a lelki szerkezetben, és arra törekszenek, hogy kifejeződjenek, hogy észrevetessék magukat a tudattal.
Az ösztönöknek több összetevőjük van:
- Az ösztönforrás a szervezetből vagy egy szervből eredő inger
- Az ösztön célja az, hogy kielégüljön, és így energiája levezetődjék
- Az ösztön tárgya az az objektum, ami által az ösztön kielégül. A tárgy az, ami a legkönnyebben változhat.

## Az ösztönök fajtái
Freud először két ösztönfajtát különböztetett meg: a létfenntartás (énösztön)  és a fajfenntartás (szexualitás) ösztönét . A szexuális ösztön Freud szerint nem jelent feltétlenül genitális (a nemi szervek érintkezésén alapuló) szexualitást. A genitális szexualitás csak igen későn jelenik meg. Többféle szexuális részösztön létezik, amelyek eredetileg nem a szaporodásra irányulnak. Csecsemőkorban először az orális szakaszról beszélhetünk, ahol a nemi ösztön a szájhoz kötődik, mint erogén zónához. Követi ezt az anális szakasz, amikor a csecsemő a széklet kiürítéséhez és visszatartásához köti a szexuális vágyat. A genitális szakasz a pubertáskorral veszi kezdetét, a szexuális részösztönök ekkor szerveződnek össze, és állnak a szaporodás szolgálatába. Freud a szexualitással szembeállította az énösztönt. Később azonban, ahogy különböző betegségekkel (pl. szkizofrénia) és a narcizmussal kezdett foglalkozni, azt feltételezte, hogy a libidó (a szexuális vágy energiája) az énhez is kötődhet, megszállhatja az ént is (ennek megfelelően beszélhetünk énlibidóról és tárgylibidóról), vagyis az énösztön sem mentes a szexualitástól.
1920-ban Freud A halálösztön és az életösztönök c. könyvének megjelenésével – amelytől munkásságának harmadik szakaszát számítjuk – bevezetett egy új ösztönt. Freud ebben a könyvben az ismétlési kényszer jelenségének vizsgálata kapcsán vezette be a halálösztön fogalmát. Eszerint a szervezetnek az a célja, hogy leküzdje a feszültséget, amelyet egy váratlan behatás, egy trauma váltott ki, és így az inger által okozott feszültség energiamennyiségét levezesse, vagyis hogy önmagát nyugalmi állapotba hozza. Ezt továbbgondolva Freud arra a következtetésre jutott, hogy a legnagyobb feszültség, ami keletkezik, az végső soron maga az élet. Az organizmusnak tehát az a célja, hogy visszajusson a feszültségmentes, vagyis a szervetlen állapotba. Az élet végcélja végső soron a halál, mondja Freud, ez tehát a halálösztön. A halálösztön szembenáll az életösztönökkel, amik viszont késleltetik a halált. Ha a halálösztön kifelé, egy külső tárgy felé fordul, agressziós ösztönről beszélünk. Az agressziós ösztön ekkortól kezdve meghatározóvá válik Freud életművében. Az ember alapvetően nem jó, hanem agresszív lény. Az életösztön és a halálösztön együtt is tud működni, például egy szexuális tárgy megszerzésében, hiszen ehhez agresszió is kell, miközben a cél az élet fenntartása.

## Ösztönsorsok
Az ösztönök könnyen változhatnak, ha céljukat nem tudják elérni, ennek megfelelően a következő jellegzetes változásokról beszélhetünk:
- Ellentétbe fordulás: az ösztön aktívból passzívvá válhat, és felcserélheti a tárgyat az énre, illetve az ént a tárgyra, pl. a mazochizmus-szadizmus és az exhibicionizmus-voyeurizmus esetében.
- Szublimáció: az ösztön energiája valamilyen társadalmilag fontos tevékenységre fordítódik
- Elfojtás az ösztönképzet elveszti kapcsolatát a tudattal, energiája pedig legtöbbször szorongássá változik.